# Bentley, Iowa
Bentley är en ort i Pottawattamie County i delstaten Iowa, USA.